# Повелитель глубин
«Повелитель глубин» — симулятор бизнеса от студии Anarchy Enterprises, изданный Unique Entertainment в ноябре 2003 года.

## Игровой процесс
В процессе игры на выбор предоставляются 24 персонажа и возможность строительства собственного подводного города, наполненного разнообразными зданиями и заведениями, от русалочьих дворцов до рыбных ресторанов.
От выбора персонажа зависят и решения, которые игроку придется делать по ходу игры — так, можно хладнокровно выкачивать все ресурсы из города, либо, напротив, заботиться о его сохранности.
Игра очень похожа на Moon Tycoon. Игроку предлагается строить здания на плоском участке земли и соединять их «тоннелями». Единственным принципиальным отличием являются сюжетные миссии, а также список доступных для строительства зданий.